# Sphacelodes vulneraria
Sphacelodes vulneraria är en fjärilsart som beskrevs av Jacob Hübner 1823. Sphacelodes vulneraria ingår i släktet Sphacelodes och familjen mätare. Inga underarter finns listade i Catalogue of Life.